# Mauro Bordon
Mauro Bordon (1914 - 1995) fou un polític valldostà. Militant de la Democràcia Cristiana (DC), després de les eleccions regionals de la Vall d'Aosta de 1968 fou escollit membre del Consell de la Vall, i el 21 de juny de 1969 en fou elegit president després de la dimissió per malaltia de Cesare Bionaz. El 20 de març de 1970, però, degut a l'escissió dels Demòcrates Populars va quedar en minoria i va dimitir.